# La Esperanza, Cárdenas
La Esperanza är en ort i Mexiko.   Den ligger i kommunen Cárdenas och delstaten Tabasco, i den sydöstra delen av landet, 600 km öster om huvudstaden Mexico City. La Esperanza ligger 21 meter över havet och antalet invånare är 220.
Terrängen runt La Esperanza är mycket platt. Runt La Esperanza är det ganska tätbefolkat, med 75 invånare per kvadratkilometer. Närmaste större samhälle är Cárdenas, 7,4 km sydväst om La Esperanza. Trakten runt La Esperanza består till största delen av jordbruksmark.